# Andrei Sergejewitsch Jegorytschew
Andrei Sergejewitsch Jegorytschew (russisch Андрей Сергеевич Егорычев; * 14. Februar 1993 in Woronesch) ist ein russischer Fußballspieler.

## Karriere
Jegorytschew wechselte zur Saison 2014/15 zum Drittligisten Wybor-Kurbatowo Woronesch. Für Wybor-Kurbatowo kam er insgesamt zu acht Einsätzen in der Perwenstwo PFL. Im April 2015 wechselte er zum ebenfalls drittklassigen MITOS Nowotscherkassk, für das er allerdings nie zum Einsatz kam. Nach der Saison 2014/15 verließ er MITOS wieder. Nach einem halben Jahr ohne Klub schloss er sich im Januar 2016 dem Viertligisten Atom Nowoworonesch an. Zur Saison 2017/18 wechselte der Mittelfeldspieler zum Drittligisten Nosta Nowotroizk. Für Nosta kam er bis zur Winterpause zu 16 Drittligaeinsätzen, in denen er sechs Tore erzielte.
Im Januar 2018 wechselte Jegorytschew zum Erstligisten Ural Jekaterinburg. Sein Debüt in der Premjer-Liga gab er daraufhin im März 2018 gegen ZSKA Moskau. In seinem ersten Halbjahr in der höchsten Spielklasse kam er zu fünf Einsätzen für Ural. In der Saison 2018/19 kam er zu 20 Einsätzen in der Premjer-Liga, in denen er ein Tor erzielte. In den Saisonen 2019/20 und 2020/21 absolvierte er jeweils 26 Partien in der höchsten russischen Spielklasse.